# Thomas D. White

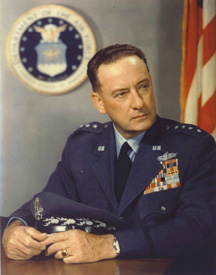
General Thomas D. White

Thomas Dresser White (* 6. August 1901 in Walker, Minnesota; † 22. Dezember 1965) war ein General der US Air Force und zuletzt von 1957 bis 1961 Chief of Staff of the Air Force. 

## Leben

### Militärische Ausbildung und Zweiter Weltkrieg
Nach dem Schulbesuch absolvierte er die US Military Academy in West Point und wurde nach deren Beendigung am 2. Juli 1920 zum Leutnant der Infanterie befördert, woraufhin kurz danach die Beförderung zum Oberleutnant erfolgte. Danach begann er eine Ausbildung an der US Army Infantry School in Fort Benning, schloss diese im Juli 1921 ab und fand anschließend Verwendung bei der 14th Infantry in Fort Davis in der Panamakanalzone.
Im September 1924 trat er in die Primary Flying School in Brooks Field ein, der heutigen Brooks City-Base in Texas und beendete danach im September 1925 die Advanced Flying School im Kelly Field Annex in Texas. Im Anschluss wurde er als Offizier beim 99th Observation Squadron in Bolling Field bei Washington, D.C. eingesetzt. Im Juni 1927 begann er ein Studium der chinesischen Sprache in Peking und fand nach seiner Rückkehr in die USA 1931 Verwendung im Hauptquartier des US Army Air Corps in Washington.
Im Februar 1934 wurde White stellvertretender Militärattaché sowie Luftwaffenattaché an der Botschaft in der Sowjetunion und danach 1935 stellvertretender Militärattaché und Luftwaffenattaché an den Botschaften in Italien und Griechenland. Nach seiner Rückkehr absolvierte er die Air Corps Tactical School in Maxwell Field in Alabama und trat nach deren Beendigung im Mai 1938 in die Command and General Staff School in Fort Leavenworth ein. Nach deren Abschluss wurde er zunächst Mitarbeiter im Büro des Kommandeurs des US Army Air Corps, ehe er im April 1940 erst Militärattaché an der Botschaft in Brasilien und dann im August 1940 Chef der Militärischen Luftwaffenmission in Brasilien wurde.
Nachdem White im März 1942 in die USA zurückgekehrt war, wurde er zunächst stellvertretender Chef des Stabes der Third Air Force für Operationen in Tampa und kurz darauf Chef des Stabes. Im Januar 1944 erfolgte seine Ernennung zum stellvertretenden Chef des Stabes der US Army Air Forces (USAAF) für Nachrichtendienste. Während des Pazifikkrieges wurde er im September 1944 stellvertretender Kommandeur der für den Südwestpazifik zuständigen Thirteenth Air Force und nahm in der Folgezeit an Gefechten in Neuguinea, auf den Philippinen sowie auf Borneo teil.

### Aufstieg zum Chief of Staff of the Air Force
Im Juni 1945 wurde er zum Kommandeur der Seventh Air Force auf den Marianen ernannt und verlegte diese kurz danach auf die Okinawa-Inseln. Nach der Kapitulation Japans am 15. August 1945 kehrte er als Kommandeur der Seventh Air Force im Januar 1946 auf den Stammstützpunkt nach Hawaii zurück, übernahm aber bereits im Oktober 1946 das Amt des Chefs des Stabes der Pacific Air Forces (PACAF) in Tokio. Im Oktober 1947 wurde er Kommandeur der Fifth Air Force auf der Yokota Air Base.
Im Oktober 1948 kehrte er abermals nach Washington zurück und wurde Direktor für Gesetzgebung und Verbindungen im Büro des US Secretary of the Air Force sowie danach im Mai 1950 Vertreter der Luftwaffe im Joint Strategic Survey Committee der Joint Chiefs of Staff. Im Februar 1951 wurde er zunächst Direktor für Planungen im Hauptquartier der US Air Force und dann im Juli 1951 stellvertretender Chef des Stabes der US Air Force für Operationen.
Am 30. Juni 1953 wurde er zum General befördert und übernahm als solcher das Amt des Vice Chief of Staff of the Air Force (VCSAF).
Am 1. Juli 1957 wurde Thomas D. White als Nachfolger von General Nathan F. Twining Chief of Staff of the Air Force (CSAF). Diese Funktion bekleidete er bis zu seinem Eintritt in den Ruhestand am 30. Juni 1961 und seiner Ablösung durch den bisherigen VCSAF, General Curtis E. LeMay. In dieser Funktion war White administrativ an den in diesem Zeitraum stattfindenden Operation Deep Freeze in der Antarktis beteiligt. Als Anerkennung dafür wurde auf Vorschlag des US-amerikanischen Polarforschers Richard Evelyn Byrd der White-Gletscher im Marie-Byrd-Land nach ihm benannt.

## Auszeichnungen
Auswahl der Dekorationen, sortiert in Anlehnung der Order of Precedence of the Military Awards:
- Air Force Distinguished Service Medal
- Legion of Merit (2 x)
- Air Medal (2 x)

## Trivia
Zu der großen Anzahl und dem Einfluss ziviler Militärtheoretiker in den USA meinte White:

„Wie andere Soldaten bin ich zutiefst beklommen über den pfeiferauchenden superklugen Typ des sog. Verteidigungs-Intellektuellen, den man in die Hauptstadt dieses Landes mitgebracht hat.“